# パナギオティス・パラスケボポウロス
パナギオティス・パラスケボポウロス （希: Παναγιώτης Παρασκευόπουλος, 1874年 - 1956年）は、ギリシャの陸上競技選手。1896年アテネオリンピックの銀メダリストである。

## 経歴
パラスケボポウロスは、1896年アテネオリンピックに円盤投の選手として出場。この種目は、ギリシャ人の観衆は誰もが自分たちの国の選手が一番強く、優勝するであろうと思っていた。実際に、パラスケボポウロスが第1投で28.95メートルを投げ、トップに位置していた。しかし、最終投擲（とうてき）で、アメリカのロバート・ギャレットが、29.15メートルの投擲でトップに立ちギリシャ人観衆が呆然となる中、パラスケボポウロスは2位に転落した。
パラスケボポウロスは1900年パリオリンピックにも2種目に出場。円盤投で4位、砲丸投で5位に終わった。